# Henry Petersen (Leichtathlet)

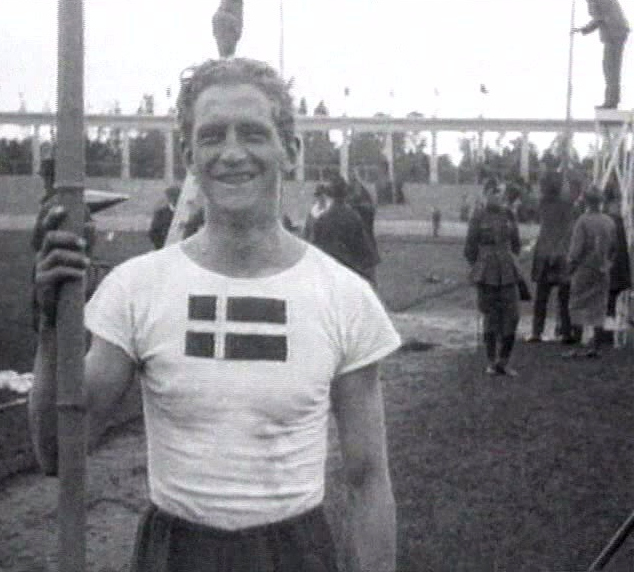
Henry Petersen 1920

Henry Petersen (* 1. Oktober 1900 in Ring (Horsens); † 24. September 1949 in Kopenhagen) war ein dänischer Sportler, der Leichtathletik und Turnen betrieb. Seine Spezialdisziplin war der Stabhochsprung. Er startete für Københavns Idræts Forening. 

## Leistungen national
Petersen gewann als Leichtathlet insgesamt neun Landesmeisterschaften:
| Jahr         | 1918           | 1919               | 1920           | 1921           | 1922               | 1923           | 1925           | 1926           | 1927           |
| Stabhoch (m) | Dritter (3,40) | Vizemeister (3,70) | MEISTER (3,70) | MEISTER (3,81) | Vizemeister (3,60) | MEISTER (3,85) | MEISTER (4,00) | MEISTER (3,80) | MEISTER (3,80) |
| 4 × 100 m    |                | MEISTER            | MEISTER        | Vizemeister    | MEISTER            | Vizemeister    | Vizemeister    | Dritter        | Dritter        |

Hinzu kommen von 1921 bis 1927 fünf Meisterschaften im Turnen. 

## Leistungen international
Petersen nahm an zwei Olympischen Spielen teil: 1920 in Antwerpen und 1924 in Paris. 
In Antwerpen hieß der Olympiasieger Frank Foss, der mit 4,09 m einen neuen Weltrekord aufstellte und damit 39 (!) Zentimeter höher sprang als Henry Petersen, der mit 3,70 m die Silbermedaille gewann und einen amerikanischen Dreifach-Triumph verhinderte. Der Drittplatzierte, Edwin Myers, hatte im Stechen gegen Edward Knourek zwar 3,75 m übersprungen, im regulären Wettkampf jedoch bei 3,60 m passen müssen, sodass für ihn nur die Bronzemedaille blieb. 
Vier Jahre später in Paris hingegen war Petersen der Pechvogel. Er sprang zwar 20 Zentimeter höher als in Antwerpen, jedoch reichten 3,90 m nur für Platz vier hinter dem Amerikaner James Brooker, der ebenfalls über 3,90 m kam. Lee Barnes und Glenn Graham mit jeweils 3,95 m komplettierten den dreifachen Erfolg für die USA.    

## Rekorde und Bestleistungen
Petersen verbesserte achtmal den dänischen Stabhochsprung-Rekord von 3,69 m (1919) auf 4,03 m (1925); diese Leistung blieb neun Jahre lang unübertroffen. Darüber hinaus hatte er fünf Platzierungen unter den Top Ten der Weltrangliste zu verzeichnen:
- 1918: Platz 8 mit 3,69 m (30. Juni)
- 1919: Platz 5 mit 3,80 m (15. Juni)
- 1922: Platz 8 mit 3,85 m (6. August)
- 1923: Platz 9 mit 3,90 m (8. Juli)
- 1925: Platz 3 mit 4,03 m (26. Juli)

Alle diese Leistungen erzielte er in Kopenhagen. Dort gelang ihm noch 1927 ein Sprung über 3,90 m, der jedoch nur Platz 23 bedeutete. 
Als persönliche Bestleistungen werden für ihn angegeben:
- 100 m: 11,0 s (16. Mai 1920 in Østerbro)
- 10.000 m: 36:20,0 min (1943)
- 110 m Hürden: 19,3 s (1920)
- Hochsprung: 1,75 m (26. Mai 1917)
- Weitsprung: 6,26 m (1921)
- Stabhoch: 4,03 m (26. Juli 1925 in Kopenhagen)